# Anne-Marie Mes-Masson
Anne-Marie Mes-Masson est une biologiste moléculaire canadienne, spécialisée en oncologie moléculaire. Elle est professeure titulaire à la Faculté de médecine de l’Université de Montréal, chercheuse de l’axe Cancer et directrice adjointe scientifique, recherche fondamentale et translationelle au Centre de recherche du Centre hospitalier de l’Université de Montréal (CRCHUM). Cette dernière est également directrice du Réseau de recherche sur le cancer du FRQS et directrice du Pôle Québec de l’Institut de recherche sur le cancer Terry Fox. Elle est une pionnière de la recherche translationnelle grâce à ses travaux en lien avec le systèmes modèles cellulaires bi et tri-dimensionnels pour l’étude du cancer de l'ovaire. Finalement, elle a participé à la mise en place de plusieurs biobanques de tissus et de données en oncologie dont celles en cancer de l’ovaire, du sein et de la prostate dans son institution et a facilité l’encadrement éthique et la gestion de plusieurs banques tant au niveau national qu’international. Elle est l'une des membres fondateurs du Réseau canadien de banques de tissus.

## Biographie
Anne-Marie Mes-Masson a obtenu un doctorat du Département de microbiologie-immunologie de l’Université McGill en 1984. Elle a ensuite complété des études post-doctorales au Molecular Biology Institute de l’Université de Californie, avant de rejoindre en 1989 le département de médecine de l’Université de Montréal ainsi que l’Institut du cancer de Montréal, dont elle a été directrice scientifique de 2001 à 2018. Pendant cette période, Mme Mes-Masson a également dirigé l'Axe cancer du CRCHUM. Elle a été reconnue en 2020 parmi les 100 femmes canadiennes les plus influentes par Canada's Most Powerful Women: Top 100, catégorie sciences et technologies.
Elle fait partie des 20 scientifiques québécoises mises en lumière dans un ouvrage paru en 2021.

## Recherches
Anne-Marie Mes-Masson et ses collaborateurs cliniques, notamment la Dre Diane Provencher, ont établi à la fin des années 1990 une biobanque de tissus et de données qui compte plus de 10 000 participantes. Au fil du temps, les échantillons de   cancers ovariens mis en banque ont été utilisés afin de mieux comprendre les mécanismes moléculaires qui contribuent à l’initiation du cancer, à sa spécificité ainsi qu’à sa progression. La chercheuse est restée à l’affût des techniques de pointe afin de faire progresser ses recherches que ce soit en utilisant les puces à ADN qui permettent d’obtenir une signature moléculaire ou encore le séquençage visant à découvrir les gènes et leurs mutations impliqués dans l’évolution de la maladie. Dans une optique de médecine personnalisée et ce, en partenariat avec des ingénieurs, elle s’est intéressée au développement de microsystèmes microfluidiques pour l’étude de la réponse au traitement d’échantillons de tissus cancéreux afin de mieux diriger les cliniciens vers un traitement plus adapté pour leurs patients.
Une importante percée scientifique découlant de ces recherches sur le matériel des biobanques a été rapportée en 2019. La GTPase Ran, identifiée à l’aide des puces à ADN comme étant plus présente chez les tumeurs ovariennes agressives dans le laboratoire de la chercheuse. Par des techniques moléculaire et d’imagerie, l’équipe d’Anne-Marie Mes-Masson a été montré que la diminution de cette  protéine  en contexte de cancer, réduisait leur capacité à se déplacer, envahir les tissus avoisinants et former des métastases. Sa diminution amenait également la mort des cellules cancéreuses sans toutefois avoir cet effet sur les cellules normales mettant en lumière son potentiel en tant que cible thérapeutique . Découlant de ces études, des molécules inhibitrices de la GTPase Ran sont actuellement testées dans le cancer de l’ovaire et du cancer du sein.
La chercheuse a également piloté plusieurs projets d’envergure dans lesquels de multiples laboratoires ont uni leurs efforts afin de mettre en commun leurs ressources de tissus et de données afin de permettre l’étude de cancers ou de sous-types plus rares en cancer de l'ovaire, du sein et de la prostate,.
Anne-Marie Mes-Masson est l’auteure de plus de 320 articles scientifiques répertoriés dans la base de données PubMed et a dirigé les thèses ou mémoires de nombreux étudiants.

## Honneurs
- 2024 - Prix Wilder-Penfield
- 2024 - Chevalière de l'Ordre de Montréal[20]
- 2020 - Médaille d’or Arthur-Wynne de la Société canadienne pour les biosciences moléculaires[21]
- 2020 - Prix Acfas Léo-Pariseau[22]
- 2019 - Prix du leadership exceptionnel en matière de recherche sur le cancer de l’Alliance canadienne pour la recherche sur le cancer[23]
- 2017 - Prix Michel-Sarrazin[24]
- 2017 - Membre de la Société royale du Canada[25]
- 2017 - Membre de l'Académie canadienne des sciences de la santé[26]
- 2013 - Prix Karen Campbell pour l’excellence en matière de recherche de Cancer de l'ovaire Canada[27]